# Jan Christiaanse
Jan Hendrikus (Jan) Christiaanse (Gouda, 8 februari 1932 - Rotterdam, 2 oktober 1991) was een Nederlands politicus en senator voor de ARP en later voor het CDA.

## Opleiding
Jan Christiaanse bezocht na de Protestants-Christelijke lagere school te Alkmaar de Hogereburgerschool en het Gymnasium in diezelfde plaats, waarna hij in 1949 een studie volgde aan het "Institut Universitaire du Hautes Etudes Internationales" te Genève (Zwitserland). Van 1953 tot 1954 doorliep hij de Rijksbelastingacademie te Rotterdam, terwijl hij ondertussen bezig was met een rechtenstudie aan de Rijksuniversiteit Leiden. Ook volgde hij de postacademische opleiding internationaal en vergelijkend belastingrecht aan universitaire instellingen in Keulen, Genève en Parijs. 3 juni 1960 promoveerde hij in de rechtsgeleerdheid aan de Vrije Universiteit te Amsterdam.

## Loopbaan
Christiaanse startte zijn carrière op het ministerie van Financiën. Van 1 september 1964 tot 1 september 1965 was hij werkzaam als hoogleraar Nederlands en internationaal belastingrecht. Ondertussen was hij lid van enkele sport-, voetbal-, jeugd- en onderwijsraden- en verenigingen.

### Politiek
Van 1 september 1970 tot 23 oktober 1980 werd hij politiek werkzaam als gemeenteraadslid in Rotterdam. Later, 19 juni 1973, werd hij Eerste Kamerlid voor de Anti-Revolutionaire Partij tot 1977. Van 1979 tot 11 juni 1991 werd hij weer Eerste Kamerlid, een kleine periode namens de ARP, maar vanaf 1980 voor het CDA, vanwege een fusie tussen drie christelijke politieke partijen. Christiaanse was van 10 juni 1981 tot 25 oktober 1988 niet alleen Eerste Kamerlid, maar ook fractievoorzitter van de CDA-Eerste Kamerfractie.

## Privé
Christiaanse huwde 22 september 1956 met L.J.L. Dorrenboom te Rotterdam en kreeg drie kinderen. Als hobby's had Jan Christiaanse voetbal en roeien.

### Ouders
Christiaanse is de zoon van Johannes Christiaanse en Teuntje Henriëtte Meerburg. Zijn vader was werkzaam als onderwijzer in het lager onderwijs en op een mulo-instelling.
- Biografisch Portaal: 11039351
- International Standard Name Identifier: 0000 0000 2145 781X
- Library of Congress Control Number: n80051258
- Nederlandse Thesaurus van Auteursnamen: 068183216
- Parlement.com: vg09llgk83cb
- Réseau des bibliothèques de Suisse occidentale: 02-A003105205
- Virtual International Authority File: 50522304
- WorldCat: E39PBJtcMBQw6PG9TpBWCyP84q